# Luigi Pallotti
Luigi Pallotti (ur. 30 marca 1829 w Albano Laziale, zm. 31 lipca 1890 w Rzymie) – włoski kardynał.

## Życiorys
Urodził się 30 marca 1829 roku w Albano Laziale. Studiował w Collegio Romano, a następnie został sekretarzem Karla Augusta von Reisacha. Po przyjęciu święceń kapłańskich został protonotariuszem apostolskim i audytorem Kamery Apostolskiej. 23 maja 1887 roku został kreowany diakonem i otrzyał diakonię Santa Maria ad Martyres. Dwa lata później został prefektem Trybunału Sygnatury Sprawiedliwości. Zmarł 31 lipca 1890 roku w Rzymie.